# 실감기
《실감기》는 1985년 10월 27일에 MBC TV에서 방영되었던 베스트셀러극장이다.

## 줄거리
정인(김영애)은 남편 형섭(박지훈)과의 사이에 딸을 하나 둔 가정주부다. 표면적으로는 형섭과 행복한 결혼생활을 하는 것처럼 보이지만 형섭이 지나치게 일에 몰두하면서 가정을 소홀히 하게 되자 둘 사이는 소원해 진다. 어느 날 정인은 친정집을 방문하러 가다가 열차역에서 옛 애인(이정길)과 우연히 마주치게 되는데...

## 출연
- 김영애
- 이정길
- 박지훈
- 정혜선
- 김길호
- 차윤회
- 문회원
- 오경애
- 이경순
- 이순규
- 신복숙
- 노정아
- 안수정 (아역)